# Le roi Carotte
Le roi Carotte (deutsch: König Karotte) ist eine komische Oper („Opéra-bouffe-féerie“) in vier bzw. drei Akten von Jacques Offenbach mit einem Libretto von Victorien Sardou nach dem Märchen Klein Zaches genannt Zinnober und der Erzählung Die Königsbraut von E. T. A. Hoffmann. Die Uraufführung der Erstfassung erfolgte am 15. Januar 1872 im Théâtre de la Gaîté in Paris.

## Inhalt
Brauerei.
- Akt I. Erstes Bild.

In Begleitung seiner Minister besucht Prinz Fridolin inkognito sein Königreich. Frivol und umgeben von inkompetenten Ministern beabsichtigt er, Prinzessin Cunégonde zu heiraten, der eine schöne Mitgift versprochen wird, die es ihm ermöglichen würde, einen Staatsbankrott zu vermeiden. Als er sich in einer Brauerei niederlässt, in der die Studenten den Beginn des Monatseinkommens feiern, erscheint Robin-Luron, ein Geist, im Kostüm eines Studenten. Er bietet Prinz Fridolin eine große Summe für die alte Rüstung an, die auf der Burg aufbewahrt wird. Fridolin akzeptiert, ohne zu streiten. Robin-Luron kündigt die Ankunft ihrer ebenfalls inkognito Zukunft an, die sich als gute Freundin präsentiert. Angesichts von Fridolins Selbstbeschreibung akzeptiert Prinzessin Cunégonde die Ehe und geht zum Palast. Um sein Leben als Junggeselle zu beenden, lädt Fridolin die Studenten ein, im alten Palast im Rüstungsraum zu schlagen.
Abendtau.
- Akt I. Zweites Bild.

Auf dem Dachboden eines Turms des alten Palastes träumt Prinzessin Rosée-du-Soir von Prinz Fridolin, den sie von Zeit zu Zeit durch ihr Fenster sieht. Sie wird seit zehn Jahren von der Hexe Coloquinte gefangen gehalten, die sie zur Sklaverei machte. Der Robin-Luron-Geist betritt auf wundersame Weise den Raum und gibt ihm einen „kleinen Seidenzug“, mit dem er seiner Gefangenschaft entkommen kann. Die Hexe Coloquinte betritt das Haus ihres Opfers und begegnet Robin-Luron von Angesicht zu Angesicht. Der Zauberstab der Hexe Coloquinte war auf Wunsch von Fridolins Vater seit zehn Jahren beschlagnahmt. Heute endet die Verzauberung und sie will sich an dem Sohn des ehemaligen Souveräns rächen. Robin-Luron und Coloquinte sind sich einig: Sie wird diesen „faulen, leichten, libertinen“ Prinzen entthronen, aber Robin-Luron sieht bereits voraus, dass es „zu seinem Besten“ sein wird.
[„Drei-Akt-Version.“ Außerdem arbeitet er bereits daran, seit die Vorhersage, die den Fall des Souveräns ankündigt, wahr wird. Nach ihrer erzwungenen Abreise protestiert die Rüstung: „Zittern Sie, um zu sehen, wie unsere rachsüchtigen Schatten wieder zum Leben erweckt werden, um Ihre Knochen zu zerquetschen.“]
Allein gelassen entkommt Prinzessin Rosée-du-Soir aus ihrem Gefängnis.
Rüstkammer.
- nur in der vieraktigen Version. Akt I. Dritte Szene.

Die Schüler, begleitet von Fridolin, Robin-Luron, Truck und Pipertrunck, betreten die Rüstkammer und verspotten, während sie ihre Schläge trinken, die Rüstung, „die Kiefer der Helme öffnen sich“ und verfluchen Fridolin und die Studenten, die in Panik davonlaufen.
Die Beschwörungen von Coloquinte.
- nur in der vieraktigen Version. Akt I. Vierte Szene.

Als Fridolin fliehen Truck und Pipertrunck durch den Schlossgarten. Coloquinte züchtet sein Baguette im Gemüsegarten und belebt Karotten, Radieschen, Rüben und Rüben...
Der Karottenkönig.
- Version in vier Akten. Akt I. Fünftes Bild.
- Version in drei Akten. Akt I. Drittes Bild.

In den Gärten der Residenz empfängt der Hof Prinzessin Cunégonde. Sie wartet sehr ungeduldig auf ihren zukünftigen Ehemann. Als er sich vorstellt, schlägt er vor, dass sie einen Walzer tanzt. Als sie sich fertig machen, werden Fremde angekündigt: Sie sind König Karotte und sein Hof, begleitet von der Hexe Coloquinte. Der Hof von Fridolin macht sich lustig über diesen König und seinen Hofstaat aus Rüben, schwarzen Radieschen und rosa Radieschen, die lächerlich aussehen. Mit einer Geste von Coloquinte findet der ganze Hof diesen charmanten neuen König. Nur Fridolin reagiert nicht darauf und wird hysterisch, wenn das Gericht ihn des Gähnens, des Fingers in der Nase, des Niesens und schließlich der Trunkenheit von König Karotte beschuldigt. Als Fridolin seinen Säbel gegen den neuen König erhebt, jagt ihn der Hof aus dem Palast. Diese Abreise wird von donnernden Rüstungen begleitet: "Flieh aus diesem Palast, der die Herren wechseln und deine verfluchten Schritte woanders unternehmen wird!" ". Fridolin flieht, begleitet von Robin-Luron und Truck.
La Farandole.
- nur in der vieraktigen Version. Akt II. Erstes Bild.

Im Hof eines Hotels feiern Gärtner den neuen König. Fridolin, Robin-Luron und Truck verkleiden sich, da der Kopf des Ex-Monarchen seinen Preis hat. Rosée-du-Soir schloss sich ihnen unter den Kleidern einer Seite an: Aus Liebe nahm sie Befehle von Fridolin entgegen. Sie fliehen, als die Minister Koffre, Pipertrunck, Trac und die Soldaten kommen, um ihn festzunehmen. Robin-Luron enthält sie, indem er mehrmals bezaubernde Objekte und eine wütende Farandole blockiert. Die Angreifer flohen mit Ausnahme von Pipertrunck, der sich dem Fridolin-Lager anschloss, das er für „den Stärkeren“ hielt.
Quiribibi.
- Vier-Akt-Version. Akt II. Zweites Bild.
- Version in drei Akten. Akt II. Viertes Bild.

Robin-Luron bringt sie zum Magier Quiribibi. Nachdem Quiribibi seine Zauberbücher konsultiert hat, gibt er ihnen die Lösung. Sie müssen den "Talisman der Talismane" verwenden: "Salomos Ring", der sich in Pompeji befindet, in den Händen eines römischen Soldaten, "der "wurde mit der Eroberung Jerusalems ergriffen" und wer hatte "die fatale Idee, am Tag des Ausbruchs in Pompeji zu verweilen". Um dorthin zu gelangen, gibt Quiribibi ihnen "eine kleine antike Lampe, die aus Pompeji selbst stammt" und die Zauberkräfte hat. Die fünf Abenteurer äußern ihren Wunsch.
Die Ruinen.
- Vier-Akt-Version. Akt II. Drittes Bild.
- Version in drei Akten. Akt II. Fünftes Bild.

Sie treffen sich in Pompeji mitten in den Ruinen. Nachdem Robin-Luron diese „Trümmer bewundert hat, deren Aussehen sie in die großen Tage eines ausgelöschten Volkes versetzt“, erkennt er, dass sie in die Stadt gehen müssen, „wie sie an jenem Morgen war, als der Vesuv sie unter dem Ascheregen begrub!…“. Sie bitten die Lampe, „das alte Pompeji! ... blühend vor Leben!“ zu sehen.
Pompeji.
- Vier-Akt-Version. Akt II. Viertes Bild.
- Version in drei Akten. Akt II. Sechstes Bild.

Vor ihren Augen ändert sich die Landschaft, die Stadt wird lebendig, die magische Lampe verschwindet. Fridolin, Robin-Luron, Rosée-du-Soir, Truck und Pipertrunck sind Alpaka von Passanten, die nicht an die Existenz von Eisenbahnen glauben können. Der Ton steigt zwischen den beiden Lagern und als die „Modernen“ den Eisenring ergreifen, ruft Fridolin den „Dschinn Salomos“ an, um dem Zorn der Pompejaner zu entkommen. Ein Dschinn trägt sie zum Himmel, während der Vesuv seinen Ausbruch beginnt.
Salomos Ring.
- Version in vier Akten. Akt III. Erstes Bild.
- Version in drei Akten. Akt II. Siebtes Bild.

König Karotte seinerseits führt seine Minister und den Hof zum Zauberstab. Robin-Luron, Rosée-du-Soir, Truck und Pipertrunck erscheinen in der Verkleidung von Straßenhändlern. Sie präsentieren ihm ein Material, das „nur für anständige Menschen sichtbar ist“. Jeder Stadtrat und der Karottenkönig verstehen, warum sie Koffre nur in seiner Unterwäsche sehen, auch wenn sie alle so tun, als würden sie ein schönes Kostüm sehen. Cunégonde tritt dann ein und warnt König Karotte, dass sein Rivale Fridolin zurückgekehrt ist, um seinen Platz einzunehmen: König Karotte hat Angst, bittet um Abdankung und rennt mit seinem Hof davon. Fridolin, allein, tritt dank des magischen Rings ein: Unter dem Aussehen eines Vogels versteckt, konnte er die Prinzessin Cunegonde bewundern. Sie tritt ein und erklärt ihre Liebe zu ihm. Fridolin verleiht ihr in ihrer Offenheit den magischen Ring, den sie ergreift, indem sie die Hexe Colocint nennt. Die Hexe verzaubert den Prinzen, den Robin-Luron zur richtigen Zeit ablenkt: Fridolin wird weggeschickt.
Der vierblättrige Kleeblatt.
- nur in der vieraktigen Version. Akt III. Zweites Bild.

Rosée-du-Soir und Robin-Luron treffen sich in einem dunklen Wald. Robin-Luron bietet Rosée-du-Soir einen vierblättrigen Kleeblatt an. Er erlaubt ihr, vier Wünsche zu erfüllen – und sogar einen fünften, aber er würde sie töten. Rosée-du-Soir machte ihren ersten Wunsch, zu den Ameisen zu gehen, wo Fridolin von Robin-Luron genommen wurde, um „die Lektionen zu nutzen, die er dort findet“.
Die Ameisen.
- nur in der vieraktigen Version. Akt III. Drittes Bild.

Im unterirdischen Ameisenhaufen haben die Ameisen Fridolin und Truck gefangen genommen. Sie stellen sie auf Anfrage von Robin-Luron und Rosée-du-Soir aus.
Die Insekten.
- Version in vier Akten. Akt III. Viertes Bild.
- Version in drei Akten. Akt II. Achtes Bild.

Es ist das Frühlingsfest, alle Insekten treten vor.
[Vier-Akt-Version. Am Ende der Parade erscheint Coloquinte. Sie wird von den Bienen gefangen genommen, die den vier Flüchtlingen versprechen, sie „so lange wie möglich“ zu halten. Sie leihen sich den geflügelten Streitwagen der Bienenkönigin aus, um nach Monkey Island zu fliehen.]
[„Drei-Akt-Version.“ Am Ende der Parade lädt die Bienenkönigin sie in ihren geflügelten Streitwagen ein, um sie nach Krokodyne zurückzubringen.]
Affen.
- nur in der vieraktigen Version. Akt IV. Erstes Bild.

Im Urwald sind Fridolin und Rosée-du-Soir auf ihrer Seite gescheitert. Sie benutzte ein Blatt aus ihrem Klee, um Fridolin und die anderen Castaways zu retten. Fridolin erklärt seine Liebe zu ihm. Truck seinerseits ist mitten in einer Gruppe von Affen gelandet, die er abschreit. Robin-Luron erklärt ihnen dann den Grund für diesen Zwischenstopp: Sie müssen den König der Affen gefangen nehmen, um die Königskarotte zu jagen. Nach einigen Pannen schaffen sie es, den König der Affen in einen Kofferraum zu sperren.
Die Wüste.
- nur in der vieraktigen Version. Akt IV. Zweiter Bild.

Plötzlich verwandelt die Hexe Coloquinte die Landschaft in eine Wüste. Fridolin und Rosée-du-Soir haben ihrerseits Durst, die Hexe Coloquinte versteinert sie alle beide. Glücklicherweise werden sie dank des Affenkönigs wieder lebendig. Alle fünf fahren nach Krokodyne.
Ein Zimmer im Karottenpalast.
- Version in vier Akten. Akt IV. Drittes Bild.
- Version in drei Akten. Akt III. Neuntes Bild.

Im Palast herrscht Verwirrung: König Karotte hat verängstigt sein ganzes Ansehen verloren. Die Leute murren. Die Minister schlagen vor, den König dem Volk zu zeigen.
Der Aufstand.
- Version in vier Akten. Akt IV. Vierter Bild.
- Version in drei Akten. Akt III. Zehntes Bild.

Auf der Straße meckern die Menschen: Die Preise sind gestiegen, die Finanzen sind durcheinander und die Steuern werden immer höher. Fridolin, Robin-Luron, Rosée-du-Soir und Truck kehren als Straßenmusiker verkleidet zurück und beobachten. Die Polizei versucht zuerst, die Demonstranten aufzuhalten, und schließt sich ihnen dann zusammen mit der Armee und den Ministern an. Fridolin wird von der Menge angefeuert, die sich gegen König Karotte auflehnt.
[„Drei-Akt-Version.“ Letzterer dankt ab, wird von Robin-Luron niedergeschlagen und nimmt wieder die Form einer Karotte an.]
Der Gemüsegarten.
- nur in der vieraktigen Version. Akt IV. Fünftes Bild.

Als König Karotte Coloquinte zum Abdanken auffordert, bereitet sich Rosée-du-Soir darauf vor, seinen fünften Wunsch zu erfüllen und sich für Fridolin zu opfern. Dies ist der Zeitpunkt, an dem der Affenkönig dem Karottenkönig die Feder entreißt, die herunterfällt und die Form einer Karotte annimmt.
Fridolins Triumph.
- Version in vier Akten. Akt IV. Sechstes und letztes Bild.
- Version in drei Akten. Akt III. Elftes und letztes Bild.

Die Leute sind begeistert, Fridolin bittet um die Hand von Rosée-du-Soir und schickt Prinzessin Cunégonde zurück zu ihrem Vater.
Es dürfte kein Zweifel daran bestehen, dass die Hauptfigur, der Monarch Fridolin, ein alter Ego Kaiser Napoleons III. ist. Er wird abgesetzt (Sardou hatte den Lauf der Geschichte realistisch eingeschätzt) und wird von einer zum Menschen gewordenen Möhre und ihren plebejischen Anhängern von Möhren und Rübenwurzeln abgelöst, womit die Radikalen gemeint sind.

### Überblick der Schauplätze (Erstfassung)
Noch während der Probenphase wurde offenbar die Aufteilung der Bilder deutlich verändert und deren Anzahl erhöht. Die folgende Aufteilung basiert auf den Angaben in Pipers Enzyklopädie des Musiktheaters.
Erster Akt
- 1. Bild: „Die Brasserie“: Promenade vor den Mauern von Krokodyne
- 2. Bild: „Rosée-du-soir“: Dachboden der Zauberin Coloquinte im Turm der alten Burg
- 3. Bild: „Die Rüstungen“: Ahnensaal der Burg
- 4. Bild: „Die Verschwörungen Coloquintes“: Gemüsegarten
- 5. Bild: „König Carotte“: Gärten des Residenzschlosses bei Festbeleuchtung

Zweiter Akt
- 1. Bild: „Die Farandole“: Hof der Herberge „Au Coq de Hongrie“
- 2. Bild: „Quiribibi“: Arbeitszimmer des Zauberers Quiribibi
- 3. Bild: „Die Ruinen“: Pompeji
- 4. Bild: „Pompeji“: das blühende antike Pompeji

Dritter Akt
- 1. Bild: „Der Ring Salomons“: Saal in Carottes Palast
- 2. Bild: „Das vierblättrige Kleeblatt“: dunkler Wald
- 3. Bild: „Die Ameisen“: das Innere eines Ameisenhaufens
- 4. Bild: „Die Insekten“: herrliche Landschaft

Vierter Akt
- 1. Bild: „Die Affen“: Urwald
- 2. Bild: „Die Wüste“: von der Sonne verdorrte Waldstelle
- 3. Bild: Saal in Carottes Palast
- 4. Bild: „Die Revolte“: Marktplatz von Krokodyne
- 5. Bild: „Der Gemüsegarten“
- 6. Bild: prächtiger Palast mit lebendigen Karyatiden

### Schauplätze (gekürzte Zweitfassung)
Erster Akt
- Vor einem Gasthaus, außerhalb der Stadtmauer
- Ein Raum in einem Turm
- Der königliche Palast oder sein Garten

Zweiter Akt
- Das Arbeitszimmer des Zauberers Quiribibi
- Die Ruinen von Pompeji
- Pompeji vor seiner Zerstörung
- Der königliche Palast
- Das Reich der Insekten

Dritter Akt
- Der königliche Palast
- Ein Marktplatz
- Der königliche Palast

## Gestaltung

### Orchester
Die Orchesterbesetzung enthält gemäß dem Aufführungsmaterial beim Verlag Choudens die folgenden Instrumente:
- Holzbläser: zwei Flöten, zwei Oboen, zwei Klarinetten, zwei Fagotte
- Blechbläser: zwei Hörner, zwei Pistons, drei Posaunen
- Pauken, Schlagzeug: große Trommel mit Becken, kleine Trommel, Triangel, Tamburin, Tambour de basque, Glocke in d
- Streicher
- Bühnenmusik: nicht spezifiziert

### Musik
Höhepunkte der Partitur sind die Finales: Das erste enthält einen musikalisch auskomponierten Niesanfall und einen Chor von Rüben und Kohl, das zweite eine großartige Nummer für Ameisen und andere Insekten, während das dritte musikalisch eine Revolution darstellt (der Revolutionschor ist ein veritabler Hit). Darüber hinaus gibt es die verträumte Arie von Rosée du Soir, den berühmten Valse des Rayons, ein feierliches Quartett in Pompeji und eine komische Nummer über das Reisen mit der Eisenbahn.

## Werkgeschichte
Den Vertrag zu Le roi Carotte schlossen Offenbach, sein Librettist Victorien Sardou und der Direktor des Pariser Théâtre de la Gaîté im Oktober 1869. Das Libretto basiert auf dem Märchen Klein Zaches genannt Zinnober von E. T. A. Hoffmann und dessen Erzählung Die Königsbraut aus den Serapionsbrüdern. Über die Entstehungsgeschichte gibt es unterschiedlichere Überlieferungen, die überwiegend zweifelhaft sind. Aufgrund der politischen Ereignisse dieser Zeit musste die Premiere um mehr als ein Jahr verschoben werden.
Die Uraufführung fand am 15. Januar 1872 in einer prächtigen Ausstattung statt. Zur Gesangsbesetzung gehörten Zulma Bouffar als Robin-Luron und Anna Judic als Cunégunde. Trotz der hohen Eintrittspreise war die Produktion ein großer Erfolg. Das Werk wurde nach der 149. Aufführung abgesetzt. Offenbar wollte man eine Prämie von 15.000 Francs für die Autoren vermeiden, die bei der 150. Aufführung fällig geworden wäre.

Kostümskizzen
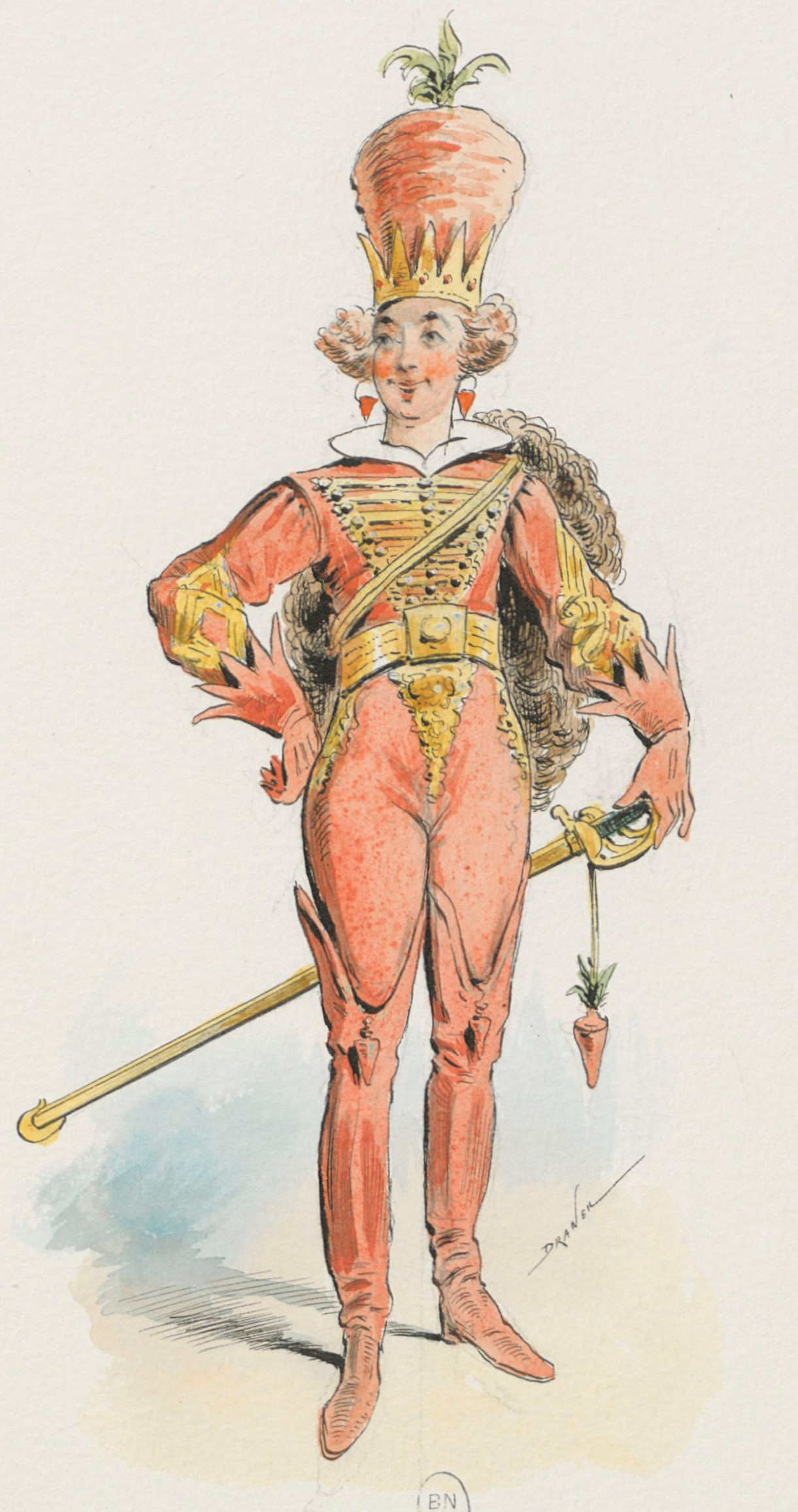
Roi Carotte, 1872
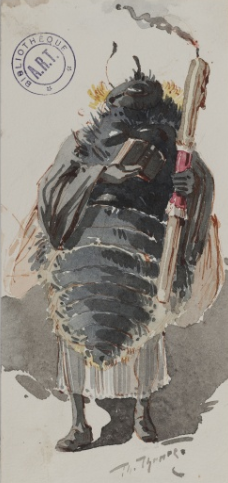
Ballett der Insekten

Dieses Stück Offenbachs wurde im 19. Jahrhundert zwar in Paris und auch anderswo häufig dargeboten, gehörte jedoch im 20. Jahrhundert eher zu seinen vernachlässigten Partituren. 2016 wurde Le roi Carotte in der Inszenierung der Opéra de Lyon unter der Regie von Laurent Pelly mit dem International Opera Award in der Kategorie Wiederentdeckung ausgezeichnet.
2018 hat die Niedersächsische Staatsoper in Hannover eine erfolgreiche Produktion in der Inszenierung von Matthias Davids herausgebracht, die 2019 und 2020 auch an der Volksoper Wien einstudiert wurde.